# Jesús García Corona
Pour les articles homonymes, voir Garcia et Jesus Garcia.
Jesús García Corona (né à Hermosillo le 13 novembre 1883 et mort à Nacozari le 7 novembre 1907), appelé plus communément Jesús García ou el héroe de Nacozari, est un serre-frein et conducteur de train mexicain mort en empêchant un train rempli de dynamite d'exploser dans la ville de Nacozari en détournant le train. Il est maintenant connu comme un héros national au Mexique et plusieurs voies publiques et institutions portent son nom.

## Biographie

### Jeunesse et carrière
Jesús García naît à Hermosillo en 1881. Sa mère et ses huit enfants, dont Jesús, déménagent à Nacozari en 1898, une petite ville ayant connu une importante croissance démographique et économique durant la seconde moitié du XIXe siècle à cause de ses mines de cuivre. Il rejoint la compagnie ferroviaire locale, qui exploitait le chemin de fer entre les mines de Pilares et la ville de Nacozari, en tant que porteur d'eau, mais monte rapidement les rangs de la compagnie, devenant aiguilleur, serre-frein et pompier entre autres. Il devient conducteur à l'âge de ses vingt ans. Son travail apprécié par ses employeurs lui vaut de gagner un voyage avec sept collègues jusqu'à l'exposition universelle de 1904 à Saint-Louis.
À Nacozari, il conduit la locomotive No. 2, et s'occupe de transporter le minéral et les provisions entre les terrains de chargement des mines et de la ville. Son travail impliquait souvent d'éviter les ânes errants sur les rails, les bris mécaniques et les saboteurs. En octobre 1907, il réussit à arrêter de justesse un train dont les freins ne fonctionnaient plus en versant du sable sur les rails et en faisant marche arrière. Il se fiance avec María de Jesús Soqui, pour qui il engageait souvent des groupes musicaux locaux pour lui jouer des chansons.

### Acte héroïque et décès
Le 7 novembre 1907, García se rend à son travail comme à l'habitude. Sa locomotive était une 0-6-0 de H.K. Porter, Inc. (en) mise à niveau en 1901. Ce jour-là, son collège de travail, un Allemand nommé Biel, était absent pour causes médicales ; il doit donc conduire seul. À midi, il avait déjà effectué deux allers-retours entre les deux lieux de chargement. Il décide de manger son dîner chez sa mère. Cette dernière raconte que pendant qu'ils mangeaient, elle a eu une prémonition de sa mort. Peu après deux heures de l'après-midi, il repart de Nacozari vers la mine, avec deux wagons à l'avant rempli de dynamite, ce qui était interdit par la compagnie. Après être sorti du terrain de chargement, de la fumée a commencé à sortir d'un des boîtes de dynamite. Les travailleurs essaient alors d'éteindre le feu, mais sans succès. García se rend alors compte que si le train venait à exploser sur place, l'explosion atteindrait le dépôt d'explosifs de Nacozari, ce qui causerait la destruction de la ville. Il ordonne donc à tous les autres occupants du train de descendre avant de conduire le train en direction de la mine. Il pense que s'il peut atteindre une distance assez grande entre le train et la ville en prenant une route secondaire, il pourrait alors sauter du train et laisser ce dernier continuer vers la région inhabitée et ainsi exploser sans dégâts. À six kilomètres de la ville, à 14:20, le chargement explose, tuant sur le coup García et douze locaux qui observaient la scène. Il était à environ 50 mètres de pouvoir sauter en toute sécurité, mais est mort une semaine avant son 24e anniversaire. L'explosion n'a causé que peu de dommages sur la ville, certaines fenêtres ayant explosé.
Sa fiancée ne pouvait supporter son décès et est morte peu après García.

## Distinctions

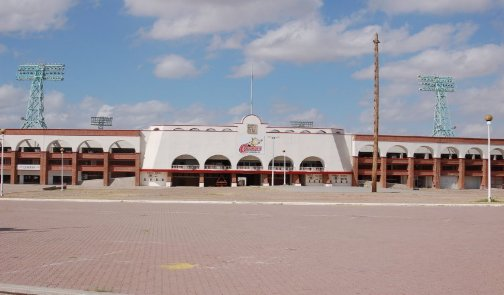
L'Estadio Héroe de Nacozari à Hermosillo.

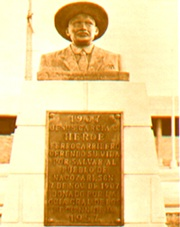
Monument Jesús García à Nacozari.

Deux ans après sa mort, la ville de Nacozari érige un monument en son honneur, et dix ans après sa mort, déplace ses cendres près du monument. Le 9 novembre 1909, Nacozari change de nom pour Nacozari de García. Il reçoit aussi à titre posthume la Southern Cross of Honor (en). En 1944, le jour national du Travailleur ferroviaire, célébrée le 7 novembre, est décrété par le gouvernement mexicain en son honneur.
Beaucoup de voies publiques portent son nom au Mexique, en plus de nombreux monuments qui s'étendent même jusqu'au Royaume-Uni et en Allemagne. La chanson Máquina 501 a été écrite pour le commémorer. Même s'il a conduit la locomotive 2, la locomotive 501, qui était la dernière de la compagnie ferroviaire, a été nommée en son nom lorsqu'elle a été retirée du service et installée sur la place principale. Le film de Guillermo Calles (en) sorti en 1934 El Héroe de Nacozari raconte ses actes héroïques. Pour commémorer le 50e anniversaire de son décès, la poste mexicaine (en) a issu un timbre à son effigie.
Quant à la mine, elle a été fermée en 1949, mais la découverte de nouveaux gisements de cuivre à 20 kilomètres de la ville ont entraîné une nouvelle croissance économique. En date de 2005, la population locale était de 10 090.